# Камен Андреев
Камен Андреев Атанасов (изписване до 1945 година: Каменъ Андрѣевъ) е български революционер, деец на Вътрешната македоно-одринска революционна организация и Вътрешната македонска революционна организация.

## Биография
Роден е в 1884 година в тиквешкото село Камен дол, тогава в Османската империя. Присъединява се към ВМОРО. В 1912 година минава в Свободна България и постъпва като доброволец в Българската армия. Участва във войните и е носител на ордени „За храброст“ и „За гражданска заслуга“.
След злощастния за България край на Първата световна война Андреев се включва във възстановената ВМРО. В 1922, 1923 и 1925 година преминава с чети във Вардарска Македония. В 1925 година навлиза с войводата Петър Костов – Пашата и пада убит през август при преминаването на Вардар. Загива на 5/6 август в сражението край Драчевица.
На следната 1926 година, в знак на признателност, Софийска община кръщава на негово име улица (Карта) в махалата, в която Андреев живее.
На 1 март 1943 година вдовицата му Иванка Андреева от Уланци, като жителка на София, подава молба за народна пенсия, която е одобрена и отпусната от Министерския съвет на Царство България.